# 北海道東川高等学校
北海道東川高等学校（ほっかいどうひがしかわこうとうがっこう、Hokkaido Higashikawa High School）は、北海道上川郡東川町にある公立（道立）の高等学校。全日制普通科。

## 沿革
- 1949年 - 北海道立永山農業高等学校（現在の旭川農業高）東川分校として開校
- 1951年 - 北海道東川高等学校として独立
- 1978年 - 道立に移管